# Chiodos
I Chiodos sono un gruppo post-hardcore statunitense formatosi nel 2001 a Davidson, nel Michigan.

## Storia
Inizialmente si chiamavano The Chiodos Bros prendendo spunto dai fratelli Chiodo registi del film Killer Klowns from Outer Space, successivamente rinominati in Chiodos.
Nell'arco della loro carriera musicale hanno partecipato a vari tour con diverse band rinomate come: Anti-Flag, New Found Glory, Set Your Goals, From First to Last, Coheed and Cambria, Saosin, Armor for Sleep, Atreyu, Yellowcard, The Used, Senses Fail, Aiden, The Devil Wears Prada, Evaline, My Chemical Romance, Scary Kids Scaring Kids, Emery, Every Time I Die, Alesana, Fear Before the March of Flames, 36 Crazyfists.
Dal 2001 ad oggi hanno pubblicato tre EP, fra l'altro due autoprodotti, e due album, l'ultimo uscito il 4 settembre del 2007.
Inoltre, del precedente album nel 2005 hanno messo in rete i video dei tre singoli All Nereids Beware, One Day Women Will All Become Monsters e Baby, You Wouldn't Last a Minute on the Creek.

## Formazione

### Formazione attuale
- Craig Owens – voce (2000-2009, 2012-presente)
- Thomas Erak – chitarra solista, cori (2012-presente)
- Pat McManaman – chitarra ritmica (2000-presente)
- Matt Goddard – basso (2000-presente)
- Radley Bell – piano, tastiera, sintetizzatore, cori (2000-presente)
- Derrick Frost – batteria, percussioni (2000-2009, 2012-presente)

### Ex componenti
- Jason Hale – chitarra solista (2000-2012)
- Brandon Bolmer – voce (2010-2012)
- Tanner Wayne – batteria, percussioni (2010-2012)

## Discografia

### Album in studio
- 2005 – All's Well That Ends Well (Equal Vision)
- 2007 – Bone Palace Ballet (Equal Vision)
- 2010 – Illuminaudio (Equal Vision)
- 2014 – Devil (Razor & Tie)

### EP
- 2001 – The Chiodos Bros. (autoprodotto)
- 2002 – The Best Way to Ruin Your Life (autoprodotto)
- 2003 – The Heartless Control Everything (Search and Rescue)

## Apparizioni in compilation
- 2006 – Warped Tour 2006 Tour Compilation
- 2007 – Warped Tour 2007 Tour Compilation
- 2009 – Warped Tour 2009 Tour Compilation
- 2009 – Punk Goes Pop 2